# Мурзинский
Мурзинский — посёлок в Берёзовском муниципальном округе Свердловской области России. Ранее входил в состав Монетного поссовета города Берёзовского.

## География
Посёлок Мурзинский расположен вблизи старых торфоразработок, в 900 метрах от правого берега реки Мурзинки, в 15 километрах к северо-востоку от города Берёзовского. В посёлке лишь одна улица — Проезжая.

### Часовой пояс
Мурзинский, как и вся Свердловская область, находится в часовой зоне МСК+2. Смещение применяемого времени относительно UTC составляет +5:00.

## Население
| 2002 | 2010 |
| ---- | ---- |
| 1    | ↗12  |

Структура
По данным Всероссийской переписи населения 2010 года, в посёлке Мурзинском проживали 9 мужчин и 3 женщины.